# Chrysotypus luteofuscus
Chrysotypus luteofuscus är en fjärilsart som beskrevs av Paul E. Whalley 1971. Chrysotypus luteofuscus ingår i släktet Chrysotypus och familjen Thyrididae. Inga underarter finns listade i Catalogue of Life.